# Svjetsko prvenstvo u alpskom skijanju 1996.
33.  svjetsko prvenstvo u alpskom skijanju 1996. održano je u Sierra Nevadi kraj Granade u Španjolskoj od 12. veljače do 25. veljače 1996. godine. Prvenstvo se trebalo održati 1995., ali zbog nedostatka snijega na stazama za natjecanje odgođeno je i prebačeno za sljedeću 1996. godine. Odluka je donesena 26. siječnja 1995. godine, četiri dana prije planirane premijere.